# San Vicente de la Barquera
San Vicente de la Barquera – gmina w Hiszpanii, w prowincji Kantabria, w Kantabrii, o powierzchni 41,04 km². W 2011 roku gmina liczyła 4407 mieszkańców.
Miasto jest ważnym miejscem przystankowym dla pielgrzymów zmierzających do Santiago de Compostela trasą Camino del Norte.

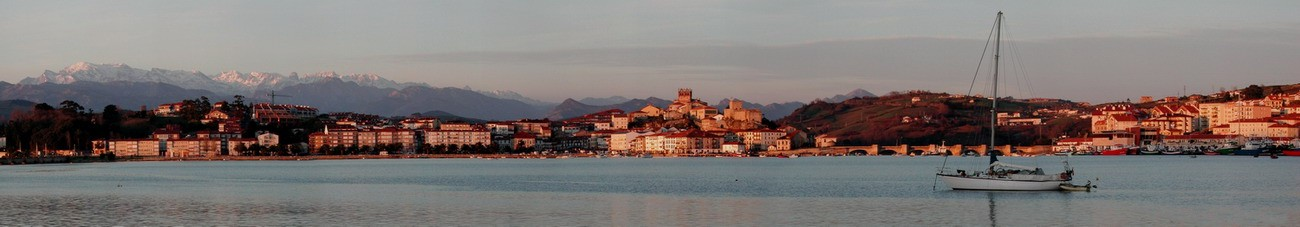
San Vicente de la Barquera: panorama miasta

## Współpraca
- Pornichet, Francja